# Sciara lumuensis
Sciara lumuensis är en tvåvingeart som beskrevs av Edwards 1933. Sciara lumuensis ingår i släktet Sciara och familjen sorgmyggor. Inga underarter finns listade i Catalogue of Life.